# Hsu Wen-Hsiung
Hsu Wen-Hsiung (5 de Dezembro de 1978) é um beisebolista de Taiwan e competiu nos Jogos Olímpicos de Verão de 2008.